# Anette Norberg (regissör)
Anita Anette Norberg, född 26 maj 1954 i Oscars församling i Stockholm, död 26 juni 2015 i Stockholm, var en svensk skådespelare och regissör. 
Norberg föddes i Stockholm och växte upp i Malmö. Hon utbildades vid Teaterhögskolan i Malmö, där hon tog examen 1983. Hon uppmärksammades som regissör med föreställningen Peep av Fredrik Ekelund som spelades på Malmö konsthall och som därefter var på Riksteaterturné. Hon arbetade på Unga Dramaten med uppsättningarna Ett hjärtslag bort (2005), H2o+NaCl+Au=Love (2007) samt Solen Gustav (2009). På Uppsala stadsteater satte hon 2005 upp en pjäs om Mary Wollstonecraft. Askungen och Fyrverkerimakarens dotter var två pjäser på Helsingborgs stadsteater. Rickard III på Stockholms stadsteater och Harper Reagan på Göteborgs stadsteater kan också nämnas.
Anette Norberg arbetade våren 2010 på Regionteatern Blekinge Kronoberg med projektet Ouch – en show om rädsla tillsammans med dramatikern Emma Broström. Hon satt även upp 00.00 en nattlig odyssé på Malmö opera och musikteater. Hennes sista uppsättning blev "En Folkefiende" på Regionteatern i Växjö.
Norberg intresserade sig för kvinnors villkor, klass och "de tvångströjor som konventioner utgör".
Anette Norberg tilldelades Assitej-priset 2005.

## Filmografi (urval)
- 2005 – Van Veeteren – Carambole
- 1988 – Postmästarfrun från Hörby (TV)
- 1986 - Skånska mord - Hurvamorden (TV)

## Teater

### Regi (ej komplett)
| År   | Produktion                                              | Upphovsmän                                                              | Teater                           |
| ---- | ------------------------------------------------------- | ----------------------------------------------------------------------- | -------------------------------- |
| 2004 | Askungen, en saga för vår tid                           | Gunilla Boëthius                                                        | Helsingborgs stadsteater         |
| 2008 | Rysk Roulette Dying for it                              | Moira Buffini fritt efter Nikolaj Erdmann                               | Göteborgs Stadsteater            |
| 2008 | Fyrverkerimakarens dotter The Firework-Maker's Daughter | Philip Pullman Dramatisering Stephen Russell, Översättning Anna Simberg | Helsingborgs stadsteater         |
| 2009 | Harper Regan                                            | Simon Stephens                                                          | Göteborgs Stadsteater            |
| 2009 | Solen Gustav                                            | Nils Gredeby                                                            | Dramaten                         |
| 2013 | Den som lever får dö                                    | Rasmus Lindberg                                                         | Regionteatern Blekinge Kronoberg |
| 2014 | Malmö for the fittest                                   | Cristina Gottfridsson                                                   | Malmö Stadsteater                |